# Johannes Matthias Sperger
Johannes Matthias Sperger (23. března 1750, Valtice (něm.: Feldsberg) – 13. května 1812, Ludwigslust) byl rakouský kontrabasista a hudební skladatel. (Podle A. Meiera druhé křestní jméno Matthias není uvedeno v matrice pokřtěných.)

## Život a působení
Narodil se v dolnorakouském Feldsbergu (nyní moravské Valtice) a roku 1767 odešel do Vídně za vzděláním kontrabasisty a hudebního skladatele.

V roce 1776 se oženil, jeho manželkou se stala Anna Tarony z Lince.

Od roku 1777 působil ve dvorní kapele arcibiskupa v Bratislavě.

Od 1778 byl členem vídeňské hudební společnosti, kde působil jako skladatel i sólista.

V letech 1786–1787 byl Sperger členem dvorní kapely hraběte Ludwiga von Erdődyho v Kohfidischu.

V letech 1786 až 1789 podnikal koncertní cesty a snažil se získat pevné místo, mezi jiným byl také u Pruského dvora.
Počátkem dubna 1788 hrál před meklenburským arcivévodou Friedrichem Franzem I. (1756-1837) v Ludwigslustu.

Po cestě z Itálie obdržel v dubnu 1789 ustanovující dekret jako první basista meklenburské státní dvorní kapely v Ludwigslustu a v červnu 1789 nastoupil službu.

V roce 1792 byl na koncertní cestě v Lübecku, 1793 v Berlíně a 1801 Lipsku, kde koncertoval v domácím orchestru.
Johannes Matthias Sperger zemřel roku 1812 v Ludwigslustu na nervovou horečku.

## Dílo
Johannes Sperger napsal více než
- 44 symfonií a instrumentálních koncertů
- Koncert pro violu
- Koncert pro Violoncello
- 18 koncertů pro kontrabas
- Koncert pro flétnu
- 2 koncerty pro trubku
- 3 koncerty pro lesní roh
- Simfonie concertante
- Sonáty
- Ronda a tance
- Kantáty
- Sbory a árie

Spergerovy skladby pro dechové nástroje pocházejí z doby jeho působení v Bratislavě.

## Jiné
V knize "Der Kontrabass", jejímž autorem je Patrick Süskind, je připomínka k Spergerovým kontrabasovým kompozicím. Pro jejich obtížnost se o něm autor nevyjadřuje příliš příznivě.

## Soutěž Johanna-Matthiase-Spergera
Vzhledem ke značnému rozsahu díla, jež Sperger napsal pro kontrabas, byla založena "Mezinárodní společnost Johanna Matthiase Spergera", jejímž posláním je vrátit Johanna-Matthiase-Spergera zpět do povědomí široké veřejnosti. Po dva roky pořádaná soutěž hry na kontrabas na zámku Ludwigslust byla dotována slušnými cenami. Za první místo 5000 € a za druhé místo 3500 €. Třetí soutěže v roce 2004 se zúčastnilo 34 účastníků ze 14 zemí.